# Uğur Akdemir
Uğur Akdemir (* 22. September 1988 in Istanbul) ist ein türkischer Fußballspieler.

## Karriere

### Verein
Akdemir begann mit dem Vereinsfußball in seiner Geburtsstadt Istanbul in der Jugend des türkischen Traditionsvereins Galatasaray Istanbul. Diesen Verein verließ er 2003 und wechselte für ein Jahr in die Jugend von Güngören SK, kehrte aber bereits nach einem Jahr wieder zur Nachwuchsabteilung von Galatasaray zurück. 2006 erhielt er bei Galatasaray einen Profivertrag, er spielte überwiegend für die Reservemannschaft. Bei einer Pokalbegegnung am 20. Dezember 2006 gab er sein Profidebüt gegen den Zweitligisten gegen Kayseri Erciyesspor. Für die Rückrunde der Saison 2006/07 wurde er an den Zweitligisten Gaziantep Büyükşehir Belediyespor ausgeliehen und die gesamte Spielzeit 2007/08 an den Zweitligisten Orduspor.
Zur Spielzeit 2008/09 wechselte er zu Çaykur Rizespor. Bereits nach einer Spielzeit zog er zum Zweitligisten Konyaspor weiter. Bei diesem Verein saß er nahezu durchgängig auf der Ersatzbank und spielte lediglich in einer Ligapartie.
Im Sommer 2010 wechselte er zum Süper-Lig-Absteiger Diyarbakırspor. Dieser Verein geriet während der Hinrunde in enorme finanzielle Schwierigkeiten und konnte die Spielergehälter über einen langen Zeitraum nicht zahlen. Infolgedessen mussten viele Spieler bereits zur Rückrunde vertragsbedingt freigestellt werden.
So wechselte Akdemir im Frühjahr 2011 ablösefrei zum Zweitligisten Kartalspor.
Nachdem Kartalspor im Sommer 2013 den Klassenerhalt in der TFF 1. Lig verfehlt hatte, wechselte Akdemir zum Erstligisten Sivasspor. Hier wurde er nach dem vorsaisonalen Vorbereitungscamp wieder an seinen alten Klub Kartalspor ausgeliehen.
Im Frühjahr 2014 verlieh ihn sein Verein an den Zweitligisten Balıkesirspor.
Im Sommer 2015 wechselte er zum Zweitligisten Adana Demirspor und ein Jahr später innerhalb der Liga zu Eskişehirspor. Zur Rückrunde der Saison 2016/17 wechselte er zum Ligarivalen Büyükşehir Gaziantepspor und im Sommer 2018 zu Boluspor. Es war ein kurzes Engagement, ebenso wie bei den folgenden Stationen Afjet Afyonspor und Giresunspor. Mit Eyüpspor gelang Akdemir in der Saison 2020/2021 der Aufstieg von der Dritt- in die Zweitklassigkeit.

### Nationalmannschaft
Akdemir spielte fünfmal für die türkische U-19-Jugendnationalmannschaft.

## Erfolge
Mit Konyaspor
- Play-off-Sieger der TFF 1. Lig und Aufstieg in die Süper Lig: 2009/10